# ネクロ (ラッパー)
ネクロ（Necro、1976年6月7日 - ）は、アメリカ合衆国のラッパー、音楽プロデューサー、俳優である。

## 経歴

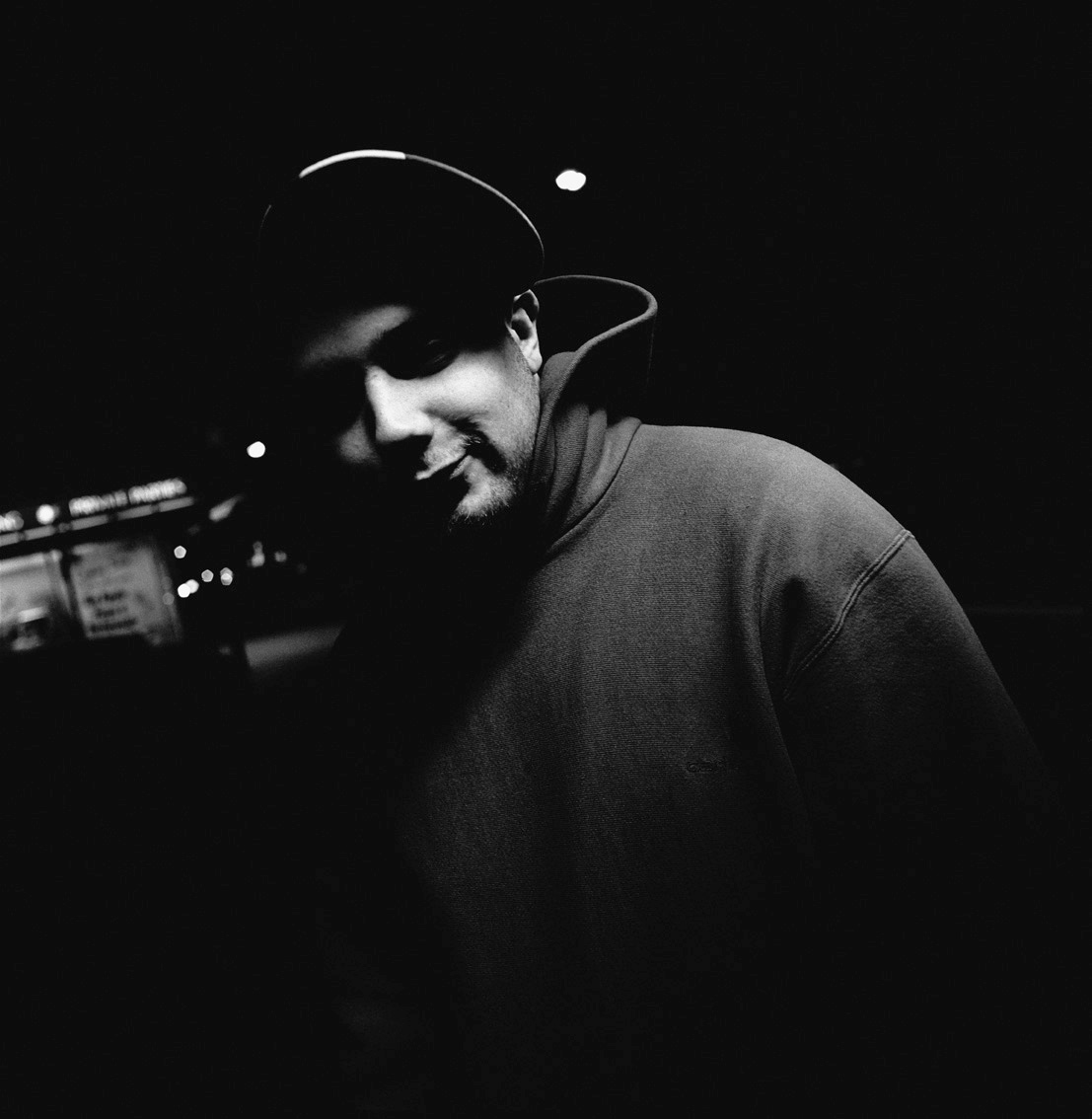
Necro（1998年）

1976年6月7日、ブルックリン区に生まれる。2000年、デビュー・アルバム『I Need Drugs』をリリースする。2014年、映画『神様なんかくそくらえ』に出演する。

## ディスコグラフィー

### スタジオ・アルバム
- I Need Drugs（2000年）
- Gory Days（2001年）
- The Pre-Fix for Death（2004年）
- The Sexorcist（2005年）
- Death Rap（2007年）
- Die!（2010年）

### コンピレーション・アルバム
- Sadist Hitz（2014年）

### シングル
- Bury You With Satan / World Gone Mad（2001年）
- Fire / White Slavery（2003年）

## フィルモグラフィー

### 映画
- 神様なんかくそくらえ（2014年）